# Kinderszenen

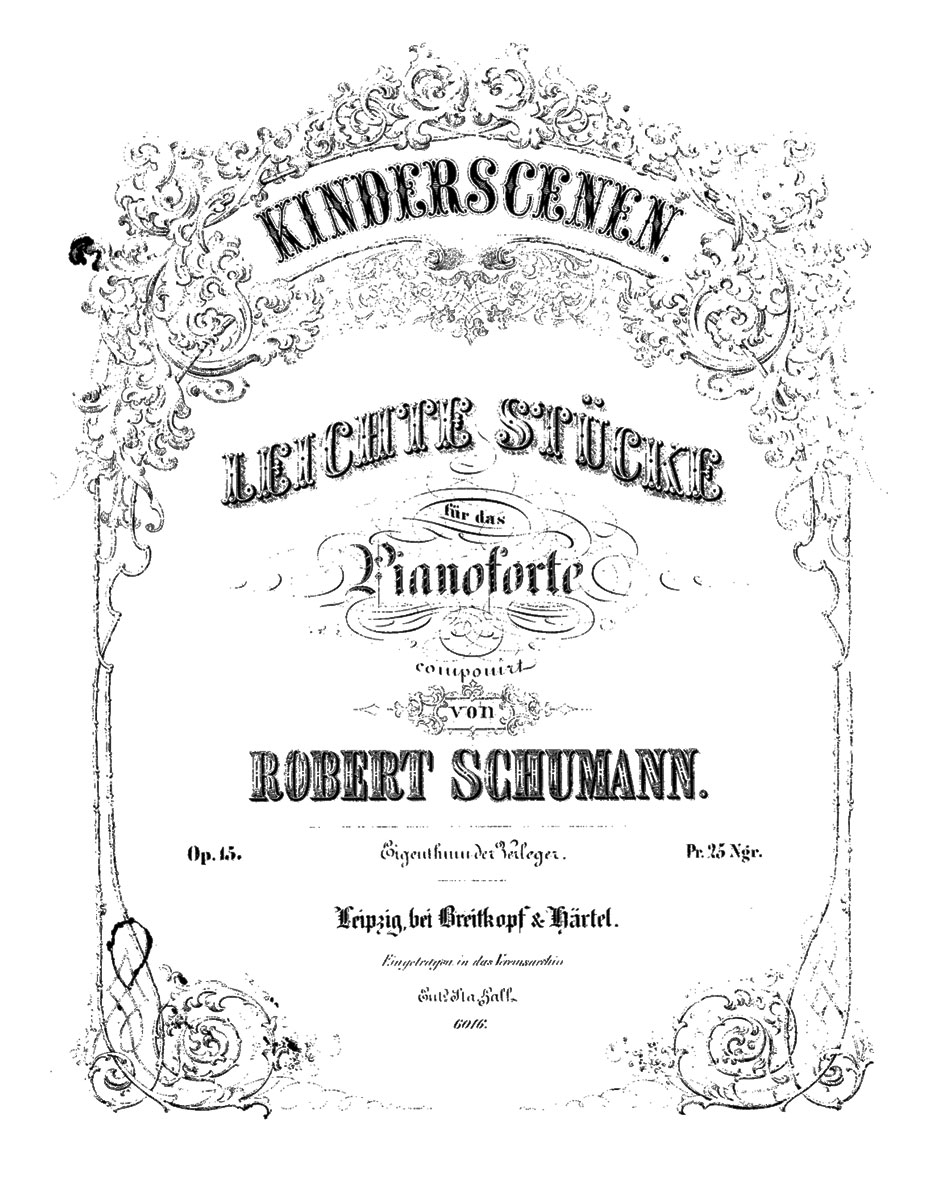
Titelblatt der Erstausgabe bei Breitkopf & Härtel (1839)

Die Kinderszenen op. 15 sind ein aus dreizehn kurzen Klavierstücken bestehender Zyklus von Robert Schumann aus dem Jahr 1838. Im Unterschied zum Album für die Jugend handelt es sich hier um Stücke, die nicht für Kinder, sondern nach Schumanns eigenen Worten als „Rückspiegelung eines Älteren für Ältere“ komponiert wurden. Das berühmteste und zugleich längste Stück des Zyklus’ ist die Träumerei. Mit einer Spieldauer von knapp 20 Minuten gehören die Kinderszenen heute zu den beliebtesten Klavierwerken der Romantik.

## Entstehung
Die Anfang 1839 bei Breitkopf & Härtel in Leipzig als Kinderscenen – Leichte Stücke für das Pianoforte, op. 15 veröffentlichten kleineren Klavierstücke komponierte Schumann im Februar und März 1838. Zwei der Stücke (Nr. 6 und 9) entstanden vermutlich bereits im Herbst 1837. Die charakterisierenden Titel der einzelnen Stücke waren von Schumann als Verständnis- und Interpretationshilfe gedacht und entstanden erst nach der Komposition.
Schumanns eigenen Aussagen zufolge sollten seine Kinderszenen zunächst im Rahmen einer Sammlung als Anhang zu den Novelletten op. 21 herausgebracht werden, jedoch sah er wenig später wieder davon ab. Eine von ihm angekündigte Widmung an den Schriftsteller und Volksliedsammler Anton Willhelm von Zuccalmaglio kam aus unbekannten Gründen ebenfalls nicht zustande. Ferner kam es zu massiven Verzögerungen bei der Drucklegung. Bald emanzipierte sich der Zyklus dann aber als eigenständiges Opus, das die romantische Programm-Miniatur für Klavier (Charakterstück) maßgeblich beeinflusste.
Nach Schumanns Tod wurden die Kinderszenen mehrfach neu aufgelegt. Abgesehen von der Korrektur zahlreicher Druckfehler der Erstausgabe wurden auch diverse Eingriffe und teils willkürliche Veränderungen des Textes (u. a. Phrasierung, Pedalangaben, Eigenheiten der Notation, Metronomangaben) vorgenommen.

## Gesamtform
Wie u. a. die deutsche Musikwissenschaftlerin Irmgard Knechtges-Obrecht anmerkt, sei Schumanns op. 15 unter dem Aspekt konzipiert, die einzelnen Stücke auf verschiedenen Ebenen im zyklischen Sinne miteinander zu verbinden. Neben solchen auf kompositionstechnische Weise erzielten Beziehungen schaffe die poetische Idee eine zusätzliche Verflechtung der Einzelstücke zu einem harmonisch-bildhaften Ganzen.
Nachfolgend eine Auflistung der einzelnen Stücke:
| Titel                               | Tonart   | Metronom          | Tonaufnahme |
| ----------------------------------- | -------- | ----------------- | ----------- |
| 1. Von fremden Ländern und Menschen | G-Dur    | = 108 / 84 / 80   |             |
| 2. Kuriose Geschichte               | D-Dur    | = 112 / 132 / 112 |             |
| 3. Hasche-Mann                      | h-Moll   | = 138 / 108 / 184 |             |
| 4. Bittendes Kind                   | D-Dur    | = 138 / 124 / 112 |             |
| 5. Glückes genug                    | D-Dur    | = 132 / 152 /     |             |
| 6. Wichtige Begebenheit             | A-Dur    | = 138 / 126 / 126 |             |
| 7. Träumerei                        | F-Dur    | = 100 / 84 / 72   |             |
| 8. Am Kamin                         | F-Dur    | = 138 / 104 / 132 |             |
| 9. Ritter vom Steckenpferd          | C-Dur    | . = 80 / 66 / 69  |             |
| 10. Fast zu ernst                   | gis-Moll | = 69 / 54 / 54    |             |
| 11. Fürchtenmachen                  | G-Dur    | = 96 / 80 / 84    |             |
| 12. Kind im Einschlummern           | e-Moll   | = 92 / 88 / 72    |             |
| 13. Der Dichter spricht             | G-Dur    | = 112 / 112 / 112 |             |

1. ↑  Die Metronomzahlen entstammen in der angegebenen Reihenfolge der Erstausgabe (1839), der Ausgabe von Conrad Kühner (ca. 1880) und der Ausgabe von Emil von Sauer (1922).
2. ↑  In der Ausgabe von Sauer sind den originalen Schumannschen Metronomzahlen Vorschläge des Herausgebers in Klammern zugefügt. Bei dem Stück Glückes genug scheint allerdings ein Fehler unterlaufen zu sein, da (statt  = ...)  = 132 (96) angegeben ist. Dies führt dazu, dass Sauers Vorschlag, obwohl er optisch nach einer Verlangsamung des Originaltempos aussieht, in Wahrheit eine Beschleunigung des Tempos darstellt.

### Idealisierung der Kindheit

Philipp Otto Runge: „Die Hülsenbeckschen Kinder“

### Poetische Inhalte

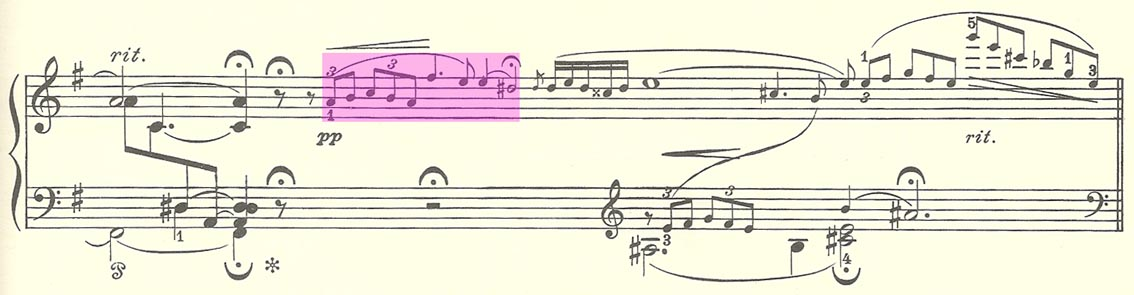
Nr. 13 Der Dichter spricht (Kadenz)

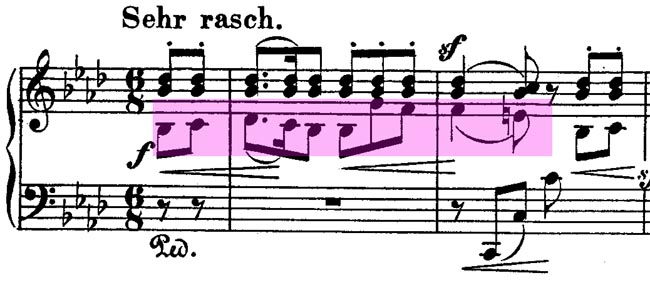
Aufschwung aus Fantasiestücke op. 12 (Beginn)